# KTCワイドコミックス
KTCワイドコミックスは、キルタイムコミュニケーションより発刊されている日本の漫画レーベルである。

## 概要
KTCワイドコミックスは、2010年5月28日にキルタイムコミュニケーションより発刊されたヴァルキリーコミックスと同じく非18禁漫画レーベルである。サイズは、A5判。主にコミックヴァルキリーに連載された4コマ漫画を扱っていて、キルタイムコミュニケーション発刊の漫画レーベルとしては珍しい主に4コマ漫画を扱っている非18禁漫画レーベルとなっている。キルタイムコミュニケーションは二次元ドリームコミックス、アンリアルコミックスといった成年向け漫画レーベルの発刊が多かったが、KTCワイドコミックスは萌えを重視している内容の4コマ漫画になっている。ヴァルキリーコミックスと同じく、闘うヒロインはでてくるものの、4コマ漫画のためか、ギャグの要素も高い。背表紙にはKTCのロゴマークがついている。

## 作品一覧

### た行
| タイトル名             | 著者等         | 原作等 | 備考          |
| ---------------------- | -------------- | ------ | ------------- |
| たたかうおんなのこたち | かつまたかずき |        | 1巻まで刊行中 |

### な行
| タイトル名           | 著者等       | 原作等 | 備考  |
| -------------------- | ------------ | ------ | ----- |
| ねこみみ学園よろずや | かぐらゆうき |        | 全1巻 |

### は行
| タイトル名                | 著者等   | 原作等 | 備考          |
| ------------------------- | -------- | ------ | ------------- |
| 光女子地球防衛委員会SHAM! | 鈴木典孝 |        | 2巻まで刊行中 |

### ま行
| タイトル名 | 著者等     | 原作等 | 備考          |
| ---------- | ---------- | ------ | ------------- |
| めちゃもえ | 嘉納あいら |        | 1巻まで刊行中 |